# Cadempino
Cadempino (lmo. Cadempìn) − miejscowość i gmina w południowej Szwajcarii, w kantonie Ticino, w okręgu (distretto) Lugano, w powiecie (circolo) Vezia. Leży nad rzeką Vedeggio.

## Demografia
W Cadempino mieszka 1 508 osób. W 2021 roku 27,6% populacji gminy stanowiły osoby urodzone poza Szwajcarią. 

## Transport
Przez teren gminy przebiegają autostrada A2 oraz droga główna nr 2.